# Диффлюгии
Диффлюгии (новолат. Difflugia «разволнованная») — род одноклеточных амёбоидных организмов семейства Difflugiidae.

## Строение

### Раковина
Раковина диффлюгий состоит из минеральных частиц или из фрагментов панцирей диатомовых водорослей, скреплённых органическим цементом. Внутренние перегородки отсутствуют.
Раковина акростомная, то есть имеет осевую симметрию и терминальное (расположенное на конце раковины) устье. Форма раковины бывает грушевидной, удлинённой, цилиндрической, яйцеидной, сферической, у некоторых видов она сплющена с боков. Устье может быть округлым, овальным, лопастным или зубчатым, но не щелевидным.

### Ядро
Ядро обычно овулярное (крупное, с многочисленными ядрышками). Изредка ядро везикулярное (более мелкое, с единственным ядрышком).

## Классификация
Насчитывается более 300 видов, относимых к данному роду. По всей видимости, род не является монофилетическим и нуждается в ревизии.